# Masaharu Yamazaki
Masaharu Yamazaki (japanisch 山崎 正晴; * 21. Mai 1968 in der Präfektur Niigata) ist ein ehemaliger japanischer Skilangläufer.
Yamazaki startete international erstmals bei den Olympischen Winterspielen 1988 in Calgary. Dort belegte er den 77. Platz über 30 km klassisch und den 68. Rang über 15 km klassisch. Zusammen mit Atsushi Egawa, Kazunari Sasaki und Tanayuki Yuki errang er dort den 14. Platz in der Staffel. Im März 1990 gewann er bei den Winter-Asienspielen in Sapporo die Goldmedaille mit der Staffel.